# Шатский, Иван Николаевич
Иван Николаевич Шатский (4 октября 1942 года, Уфа, БАССР, СССР) — советский и российски молекулярный биолог, лауреат премии имени А. Н. Белозерского (2010).

## Биография
Родился 4 октября 1942 года в Уфе.
В 1965 году — окончил химический факультет МГУ.
В 1971 году — защитил кандидатскую диссертацию, тема: «Изучение РНК-белковых взаимодействий в рибосомах».
В 1984 году — защитил докторскую диссертацию, тема: «Топография рРНК и функциональные центры рибосомы E. coli».
С 1988 года — главный научный сотрудник отдела химии и биохимии нуклеопротеидов межфакультетской проблемной научно-исследовательской лаборатории молекулярной биологии и биоорганической химии/Научно-исследовательского института физико-химической биологии.
Руководитель лаборатории регуляции белкового синтеза НИИ ФХБ имени А.Н. Белозерского МГУ.

## Научная деятельность
Область научных интересов: молекулярная биология.
Читает курсы «Основы генной инженерии», «Избранные главы из спецкурса по молекулярной биологии», «Регуляция синтеза белка».

## Награды
- Государственная премия СССР (в составе группы, за 1986 год) — за цикл работ «Структурные основы биосинтеза белка на рибосомах» (1962—1984)
- Премия имени А. Н. Белозерского (2010) — за цикл работ «Молекулярные механизмы инициации синтеза белка у млекопитающих»
- Премия имени М. В. Ломоносова (премия II степени, за 1999 год) — за цикл работ «Неканонические механизмы инициации синтеза белка у вирусов животных»[3]
- Премия МАИК «Наука/Интерпериодика» (в составе группы, за 2006 год) — за цикл статей «Особенности трансляции клеточных и вирусных мРНК, выявляемые с использованием усовершенствованных бесклеточных систем», опубликованных в журнале «Молекулярная биология» в 2004—2006 гг.[4]
- Заслуженный научный сотрудник Московского университета (2002)